# جيغسو (فلم 2017)
جيغسو (بالإنجليزية: Jigsaw) هو فيلم رعب أمريكي للمخرج مايكل و بيتر سبيرج، والذي كتبه جوش ستولبرغ وبيت غولدفينغر. وهذا هو الجزء الثامن من سلسلة أفلام المنشار والذي تم إصداره أكتوبر 2017

## روابط خارجية
- مقالات تستعمل روابط فنية بلا صلة مع ويكي بيانات